# Kościół Podwyższenia Świętego Krzyża w Moszczance
Kościół Podwyższenia Krzyża Świętego w Moszczance – rzymskokatolicki kościół parafialny w Moszczance, należący do parafii Podwyższenia Krzyża Świętego w Moszczance, w dekanacie Prudnik, diecezji opolskiej.

## Historia
Pierwsza wzmianka o kościele w Moszczance pochodzi z dokumentu z 1331. W dokumencie jako świadek wpisany jest „Laurentius plebanus de Longoponte”, czyli Lorenc – proboszcz Longoponte (Moszczanki). Powstanie parafii przypisuje się na koniec XVIII wieku, lecz najpóźniej tuż po założeniu pobliskiej Łąki Prudnickiej. Pierwszą znaną świątynię w Moszczance, prawdopodobnie pod wezwaniem Świętego Krzyża, zbudował w latach 1327–1333 niemiecki szlachcic Berka von Dubá. Kościół był zbudowany z drewna, znajdował się przy obecnym cmentarzu katolickim.
W 1535 kościół w Moszczance trafił w ręce protestantów. W XVII wieku Moszczanka była własnością rodziny Mettichów z Łąki Prudnickiej. W 1640 w Moszczance, po ponownym przejęciu parafii przez katolików po reformacji, powstał duży barokowy kościół pod wezwaniem Podwyższenia Świętego Krzyża. Sytuacja finansowa hrabiego Metticha się pogorszyła i coraz trudniej było o wypełnienie obowiązków patronalnych względem kościoła w Moszczance. Ojciec Schwester w „Kronice parafii Moszczanka-Łąka” opisuje zdarzenie z 1716: „…w swej łaskawości hrabia osobiście zezwolił proboszczowi sprzedać cynowe trumny z rodowej krypty grobowej a dochód w wysokości 367 talarów i 5 srebrnych groszy obrócić na zaspokojenie potrzeb budowlanych kościoła”.
W 1945 dzwon z kościoła, skategoryzowany jako „dzwon o wielkiej wartości zabytkowej i historycznej”, został przetopiony na cele wojenne. Podczas walk w rejonie Prudnika, przed przybyciem Armii Czerwonej do Moszczanki, w Wielki Piątek (16 lub 17 marca) 1945, kościół został wysadzony w powietrze po ewakuacji mieszkańców wsi do Czech. Za wybuch odpowiedzialny był Born – dyrektor szkoły w Moszczance. Planował wysadzenie jedynie wieży kościelnej. Zlecił to zadanie trzem mieszkańcom, jednak nie chcieli tego zrobić, za co zostali zabici. Działający sam Born źle wyliczył ładunek i oprócz wieży, wysadził cały kościół z plebanią. Obecnie w miejscu wysadzonego kościoła znajduje się kaplica cmentarna.
Po zakończeniu II wojny światowej, jako kościół używano zastępczo zaadaptowanej restauracji. Działka budowlana na nowy kościół została wykupiona już w 1948, jednak dopiero w 1982 rozpoczęła się jego budowa, która została ukończona w 1988. Świątynia, poświęcona przez biskupa Gerarda Kusza, została oddana do użytku 17 grudnia 1988.

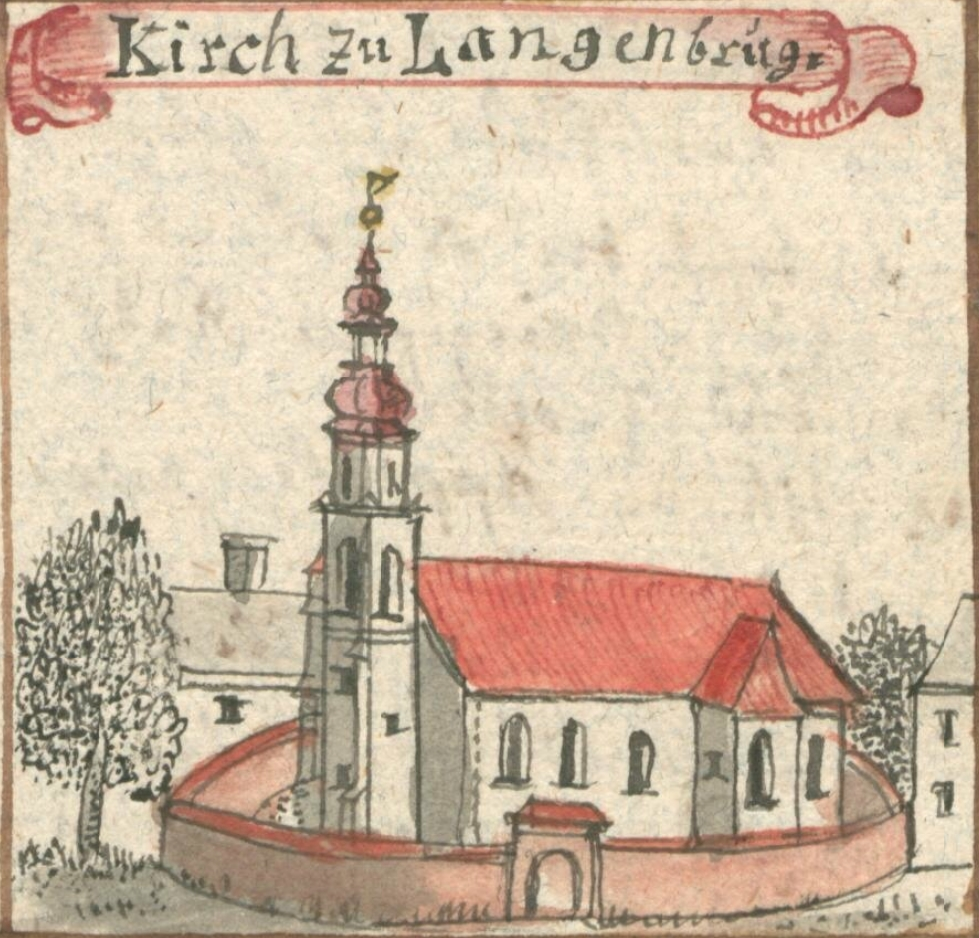
Rysunek kościoła w XVIII w. autorstwa Friedricha Bernharda Wernera
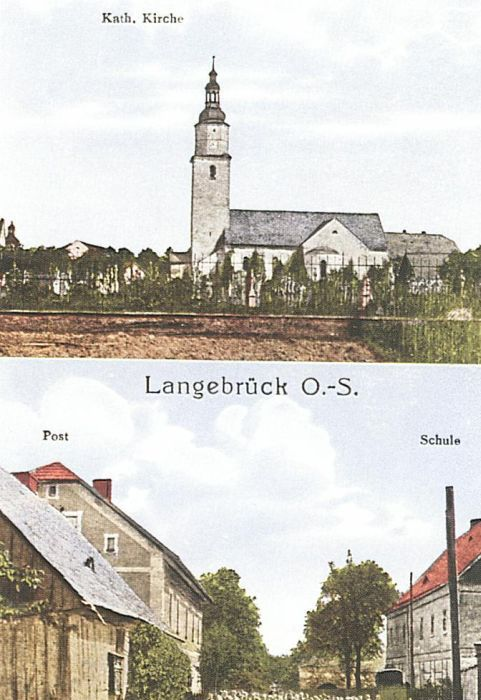
Pocztówka z początku XX w. przedstawiająca kościół Podwyższenia Krzyża Świętego
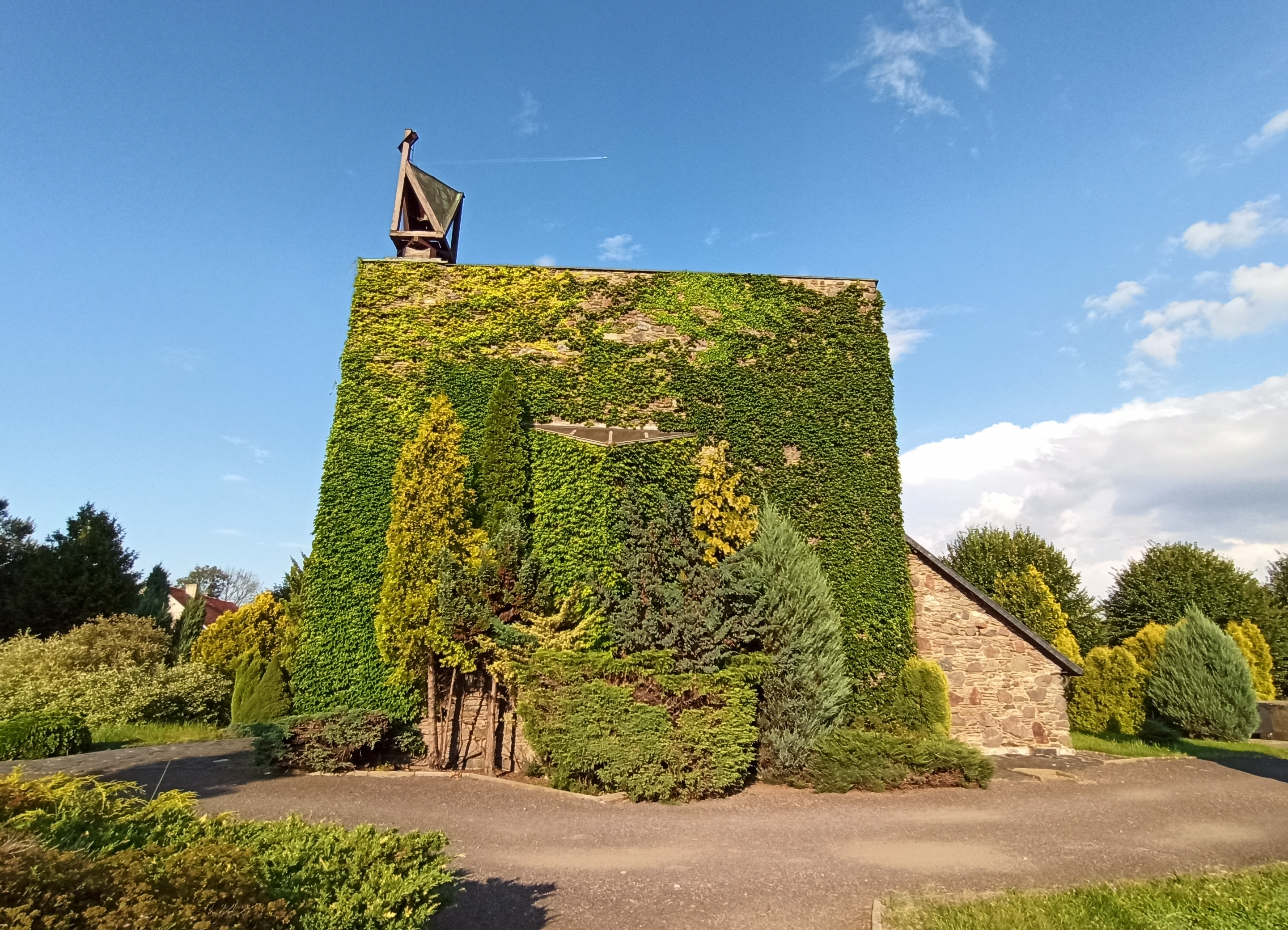
Kaplica w miejscu wysadzonego kościoła
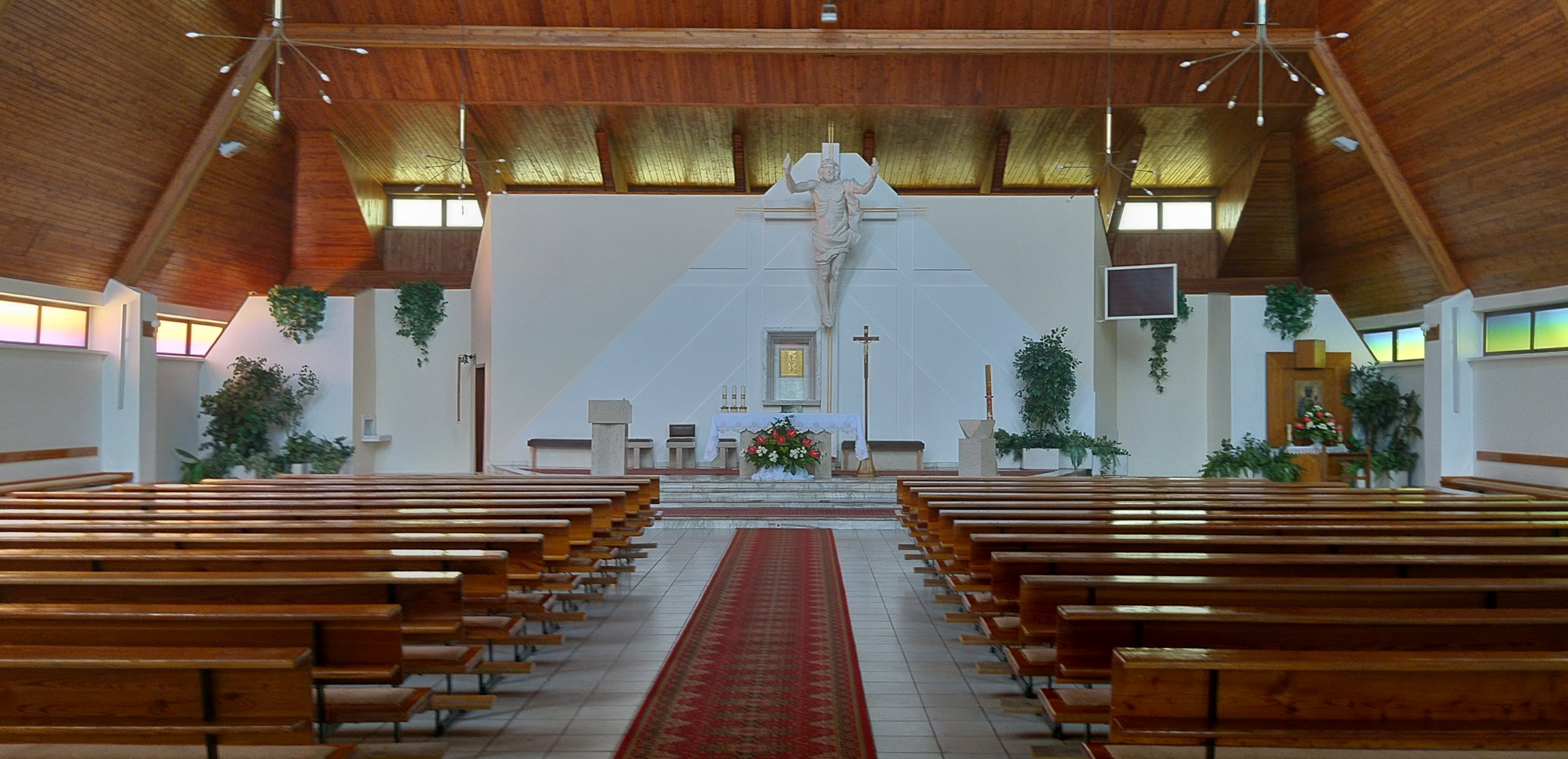
Wnętrze kościoła